# Nuculanoidea
Die Nuculanoidea sind eine Überfamilie der Muscheln und die einzige Überfamilie der Ordnung Nuculanida in der Unterklasse der Protobranchia. In der älteren Literatur wird das Taxon meist als Überfamilie der Ordnung Nuculida behandelt; in der neueren Literatur hat sich der Status als Überfamilie in einer eigenen Ordnung inzwischen durchgesetzt. Die ältesten Vertreter stammen aus dem Ordovizium.

## Merkmale
Die gleichklappigen Gehäuse sind klein bis mittelgroß (meist bis mehrere Zentimeter lang). Sie sind meist mehr oder weniger deutlich nach hinten verlängert, z. T. ist das Hinterende sogar zu einem Rostrum ausgezogen oder auch zugespitzt. Die senkrecht zur Gehäuselängsachse eingerollten (orthogyr) oder nach hinten eingerollten (opisthogyr) Wirbel sitzen annähernd mittig bis deutlich vor der Mittellinie. Das Ligament kann intern, extern oder intern und extern, und vor und hinter den Wirbeln liegen. Die Area ist meist lang und lanzettförmig. Der Schlossrand ist gebogen, das Schloss ist taxodont, und weist zahlreiche, senkrecht zum Schlossrand stehende, recht gleichförmige Kerbzähnchen auf. Die Schließmuskeln sind etwa gleich groß. Die Mantellinie ist meist eingebuchtet.
Die Schale besteht aus aragonitischen, homogenen Lagen oder Lagen mit Kreuzlamellen, einige (fossile) Arten auch mit innerer Perlmutt-Lage. Bei der Ornamentierung dominieren randparallele Elemente.
Der Mund ist von Mundlappentastern umgeben, die z. T. sogar auf einer Art Schnauze sitzen. Es sind hinten Siphonen vorhanden.

## Geographische Verbreitung und Lebensraum
Die Vertreter der Ordnung Nuculanida bzw. der Überfamilie Nuculanoidea sind weltweit verbreitet. Sie leben meist in tieferem Wasser auf Weichböden.

## Taxonomie
Die Ordnung  Nuculanida wurde erst 2000 von Joseph Carter, Campbell & Campbell, 2000 aufgestellt. Die folgende Zusammenstellung folgt der MolluscaBase. Das Zeichen † steht für ausgestorbene, nur durch Fossilien belegte Gruppen.
- Ordnung Nuculanida Carter, Campbell & Campbell, 2000
  - Überfamilie Nuculanoidea Adams & Adams, 1858
    - Familie Cucullellidae P. Fischer, 1886 †
      - Unterfamilie Cucullellinae P. Fischer, 1886
      - Unterfamilie Palaeoneilinae Babin, 1966

    - Familie Isoarcidae Keen, 1969 †
    - Familie Lametilidae Allen & Sanders, 1973
    - Familie Malletiidae H. Adams & A. Adams, 1858
    - Familie Neilonellidae Schileyko, 1989
    - Familie Schnabelmuscheln (Nuculanidae Adams & Adams, 1858)
      - Unterfamilie Ledellinae Allen & Sanders, 1982
      - Unterfamilie Nuculaninae H. Adams & A. Adams, 1858 (1854)
      - Unterfamilie Parayoldiellinae Filatova & Schileyko, 1984
      - Unterfamilie Poroledinae Scarlato & Starobogatov, 1979
      - Unterfamilie Veteranellinae Chen, Liu & Lan, 1983[5]

    - Familie Phaseolidae Scarlato & Starobogatov in Nevesskaja et al., 1971
    - Familie Polidevciidae Kumpera, Prantl, & Růžička, 1960 †
    - Familie Pseudocyrtodontindae Maillieux, 1939 †
    - Familie Siliculidae J. A. Allen & Sanders, 1973
    - Familie Strabidae Prantl & Růžička, 1954 †
    - Familie Tindariidae Verrill & Bush, 1897
    - Familie Yoldiidae Dall, 1908
      - Unterfamilie Yoldiellinae J. A. Allen & Hannah, 1986
      - Unterfamilie Yoldiinae Dall, 1908

## Belege